# Siamese Dream
Siamese Dream je druhé album Smashing Pumpkins vydané 27. července 1993. Album bylo pro skupinu důležité jak po hudební, tak po komerční stránce. Úspěšné bylo jak u kritiků, tak u posluchačů, v USA se dostalo na 10. a v Británii na 4. místo žebříčku prodejnosti. Jen v USA se prodalo skoro 5 milionů výlisků.
Ve své době byla skupina přirovnávána k Nirvaně, ale sami hudebníci se tak necítili. I když je i toto album grungové, spíše se zde projevuje čistý rock a experimentování. Nahrávání probíhalo v Chicagu od konce roku 1992 do jara 1993, opět pod vedením Butche Viga.

## Ohlas
V roce 2006, Q magazine vyhlásil Siamese Dream jako 54. nejlepší album všech dob. Na Grammy 1994 bylo album nominováno jako nejlepší alternativní album roku a Cherub Rock jako nejlepší hard rocková píseň. Roku 2003 jej časopis Rolling Stone vyhlásil 362. nejlepším albem všech dob. Tentýž časopis jej také vyznamenal 23. místem v seznamu nejlepších alb devadesátých let.

## Seznam písní
Autorem všech skladeb je Billy Corgan, pokud není uvedeno jinak.
| Pořadí | Název       | Autor             | Délka |
| ------ | ----------- | ----------------- | ----- |
| 1.     | Cherub Rock |                   | 4:58  |
| 2.     | Quiet       |                   | 3:41  |
| 3.     | Today       |                   | 3:19  |
| 4.     | Hummer      |                   | 6:57  |
| 5.     | Rocket      |                   | 4:06  |
| 6.     | Disarm      |                   | 3:17  |
| 7.     | Soma        | Corgan, James Iha | 6:39  |
| 8.     | Geek U.S.A. |                   | 5:13  |
| 9.     | Mayonaise   | Corgan, Iha       | 5:49  |
| 10.    | Spaceboy    |                   | 4:28  |
| 11.    | Silverfuck  |                   | 8:43  |
| 12.    | Sweet Sweet |                   | 1:38  |
| 13.    | Luna        |                   | 3:20  |

## Singly
- Cherub Rock – Pissant, French Movie Theme a Purr Smickety
- Today – Hello Kitty Kat, Obscured a Apatty's Last Kiss
- Rocket – Never Let Me Down
- Disarm – Soothe, Blew Away, Landslide a Dancing in Moonlight

## Složení kapely
- Billy Corgan – zpěv, kytara
- James Iha – kytara, zpěv
- D'arcy Wretzky – basa, zpěv
- Jimmy Chamberlin – bicí